# Ка Кафароне (Алесандрија)
Ка Кафароне је насеље у Италији у округу Алесандрија, региону Пијемонт.
Према процени из 2011. у насељу је живело 9 становника. Насеље се налази на надморској висини од 417 м.